# Kiichirō Furukawa
Kiichirō Furukawa (古川 麒一郎?, Furukawa Kiichirō, talvolta traslitterato Kiitiro Hurukawa; 22 luglio 1929 – 29 giugno 2016) è stato un astronomo giapponese.
Furukawa è stato un prolifico scopritore di asteroidi.
L'asteroide 3425 Hurukawa prende il nome da lui.
Collabora con la VSOLJ con la sigla Fkk .

## Asteroidi scoperti
Furukawa ha coscoperto 49 asteroidi:
| Asteroide        | Data della scoperta |
| ---------------- | ------------------- |
| 2330 Ontake      | 18 febbraio 1977    |
| 2470 Agematsu    | 22 ottobre 1976     |
| 2924 Mitake-mura | 18 febbraio 1977    |
| 2960 Ohtaki      | 18 febbraio 1977    |
| 3111 Misuzu      | 19 febbraio 1977    |
| 3249 Musashino   | 18 febbraio 1977    |
| 3291 Dunlap      | 14 novembre 1982    |
| 3319 Kibi        | 12 marzo 1977       |
| 3320 Namba       | 14 novembre 1982    |
| 3391 Sinon       | 18 febbraio 1977    |
| 3607 Naniwa      | 18 febbraio 1977    |
| 3878 Jyoumon     | 14 novembre 1982    |
| 4072 Yayoi       | 30 ottobre 1981     |

| Asteroide        | Data della scoperta |
| ---------------- | ------------------- |
| 4077 Asuka       | 13 dicembre 1982    |
| 4186 Tamashima   | 18 febbraio 1977    |
| 4272 Entsuji     | 12 marzo 1977       |
| 4526 Konko       | 22 maggio 1982      |
| 4812 Hakuhou     | 18 febbraio 1977    |
| 4855 Tenpyou     | 14 novembre 1982    |
| 4890 Shikanosima | 14 novembre 1982    |
| 4929 Yamatai     | 13 dicembre 1982    |
| 4963 Kanroku     | 18 febbraio 1977    |
| 5017 Tenchi      | 18 febbraio 1977    |
| 5018 Tenmu       | 19 febbraio 1977    |
| 5082 Nihonsyoki  | 18 febbraio 1977    |
| 5454 Kojiki      | 12 marzo 1977       |

| Asteroide           | Data della scoperta |
| ------------------- | ------------------- |
| 5466 Makibi         | 30 novembre 1986    |
| 5541 Seimei         | 22 ottobre 1976     |
| 6031 Ryokan         | 26 gennaio 1982     |
| 6218 Mizushima      | 12 marzo 1977       |
| 6818 Sessyu         | 11 marzo 1983       |
| 6846 Kansazan       | 22 ottobre 1976     |
| 7104 Manyousyu      | 18 febbraio 1977    |
| 7105 Yousyozan      | 18 febbraio 1977    |
| 7562 Kagiroino-Oka  | 30 novembre 1986    |
| 7627 Wakenokiyomaro | 18 febbraio 1977    |
| 7634 Shizutani-Kou  | 14 novembre 1982    |
| 7991 Kaguyahime     | 30 ottobre 1981     |
| 26794 Yukioniimi    | 18 febbraio 1977    |
| 26806 Kushiike      | 22 maggio 1982      |
| 26808 Takeoroumon   | 14 novembre 1982    |
| 37529 Ama-Miyayama  | 12 marzo 1977       |
| 43753 Okadayoshirou | 14 novembre 1982    |
| 48408 Yoshinogari   | 14 novembre 1982    |